# Ahmet Akdilek
Ahmet Akdilek   (Konya, 9 de març de 1988) fou un ciclista turc, professional des del 2011 al 2019. El 2015 es proclamà campió nacional en ruta.

## Palmarès
- 2015
  -  Campió de Turquia en ruta
  - 1r al Tour de Çanakkale i vencedor d'una etapa